# 永登浦区

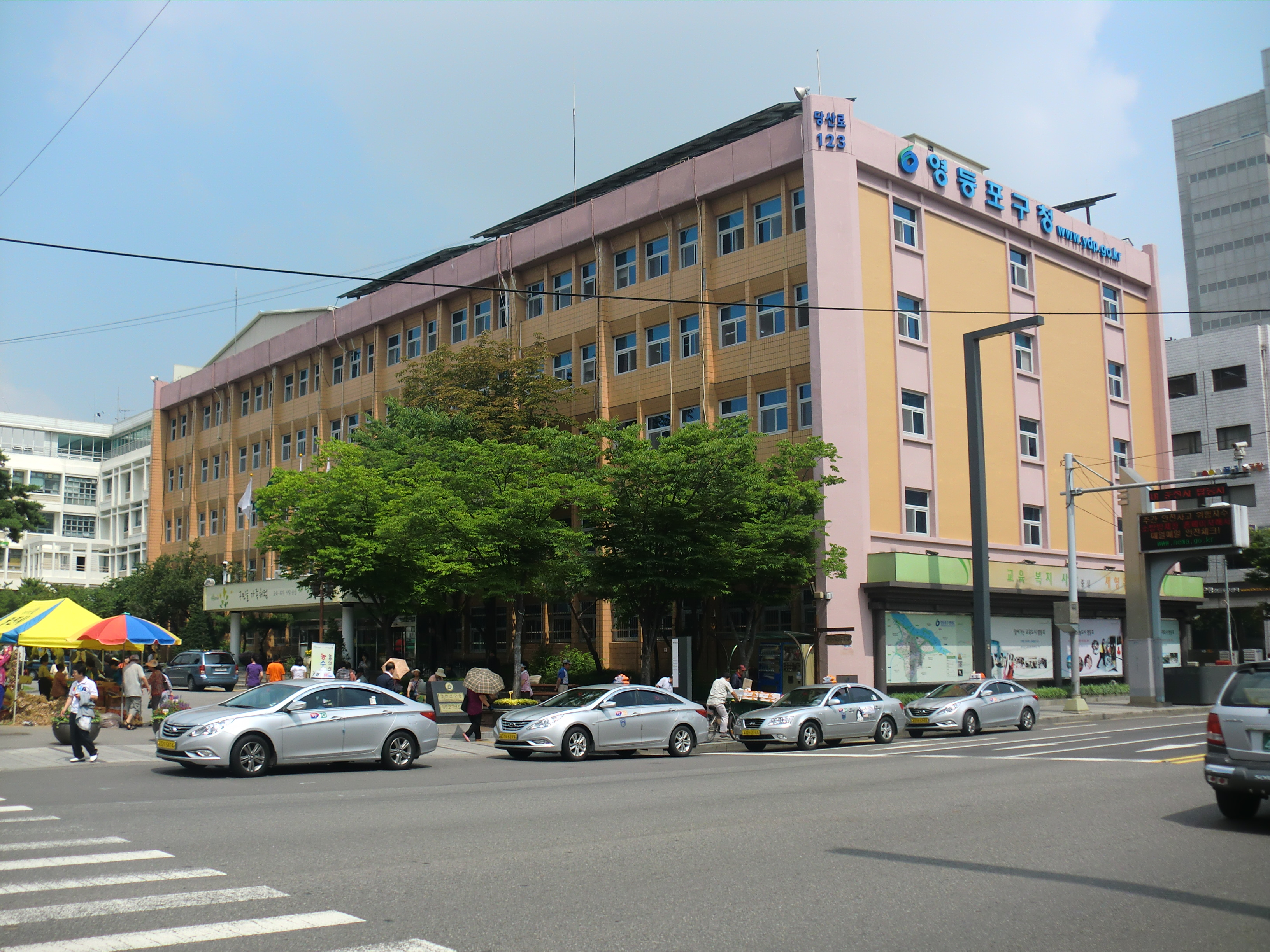
永登浦区庁

永登浦区（ヨンドゥンポく）は、ソウル特別市南西部にある区である。同区は町工場が多い。

## 歴史
- 高句麗の仍伐奴県だった。
- 統一新羅時代は穀壌県と呼ばれた。
- 高麗時代は衿州と呼ばれた。
- 李氏朝鮮時代は衿川県だったが、1795年に始興県になり、1895年に始興郡になっている。
- 1914年4月1日 - 京畿道始興郡・安山郡・果川郡が合併して、始興郡となる。
- 1917年 - 始興郡北面の一部が分立し、永登浦面となる。
- 1931年4月1日 - 永登浦面が永登浦邑に昇格。
- 1936年4月1日 - 始興郡永登浦邑および北面・東面の各一部が京城府に編入。
- 1943年6月10日 - 京城府堂山町、永登浦町、汝矣島町、道林町、新吉町、楊花町、楊坪町、本洞町、鷺梁津町、上道町、黒石町、銅雀町の区域をもって、京城府永登浦区を設置。
- 1946年 - 区内の「町」を「洞」に改称。
- 1949年8月13日 - 京畿道始興郡東面の一部を編入。
- 1963年1月1日 - 京畿道金浦郡陽東面・陽西面、富川郡吾丁面・素砂邑のそれぞれ一部、始興郡新東面・東面の一部を編入。
- 1973年7月1日
  - 鷺梁津洞、上道洞、上道1洞、奉天洞、本洞、黒石洞、銅雀洞、舎堂洞、大方洞、新大方洞、方背洞、新林洞を冠岳区へ分割。
  - 盤浦洞、蚕院洞、瑞草洞、良才洞、牛眠洞、院趾洞を城東区に編入。
- 1977年9月1日 - 塩倉洞、木洞、登村洞、禾谷洞、新月洞、麻谷洞、内鉢山洞、外鉢山洞、空港洞、傍花洞、開花洞、果海洞、五谷洞、五釗洞及び新亭洞の一部を江西区へ分割。
- 1980年4月1日 - 九老洞、加里峰洞、禿山洞、始興洞、高尺洞、開峰洞、梧柳洞、宮洞、温水洞、天旺洞、航洞および新道林洞の一部を九老区へ分割。
- 1980年7月1日 - 大林1・2洞の各一部を大林3洞に分洞。[2]
- 2008年9月1日 - 永登浦1洞・新吉2洞を永登浦本洞に、永登浦2洞・3洞を永登浦洞に、道林1洞・2洞を道林洞に、文来洞1洞・2洞を文来洞に合同された。[3]

## 行政区画

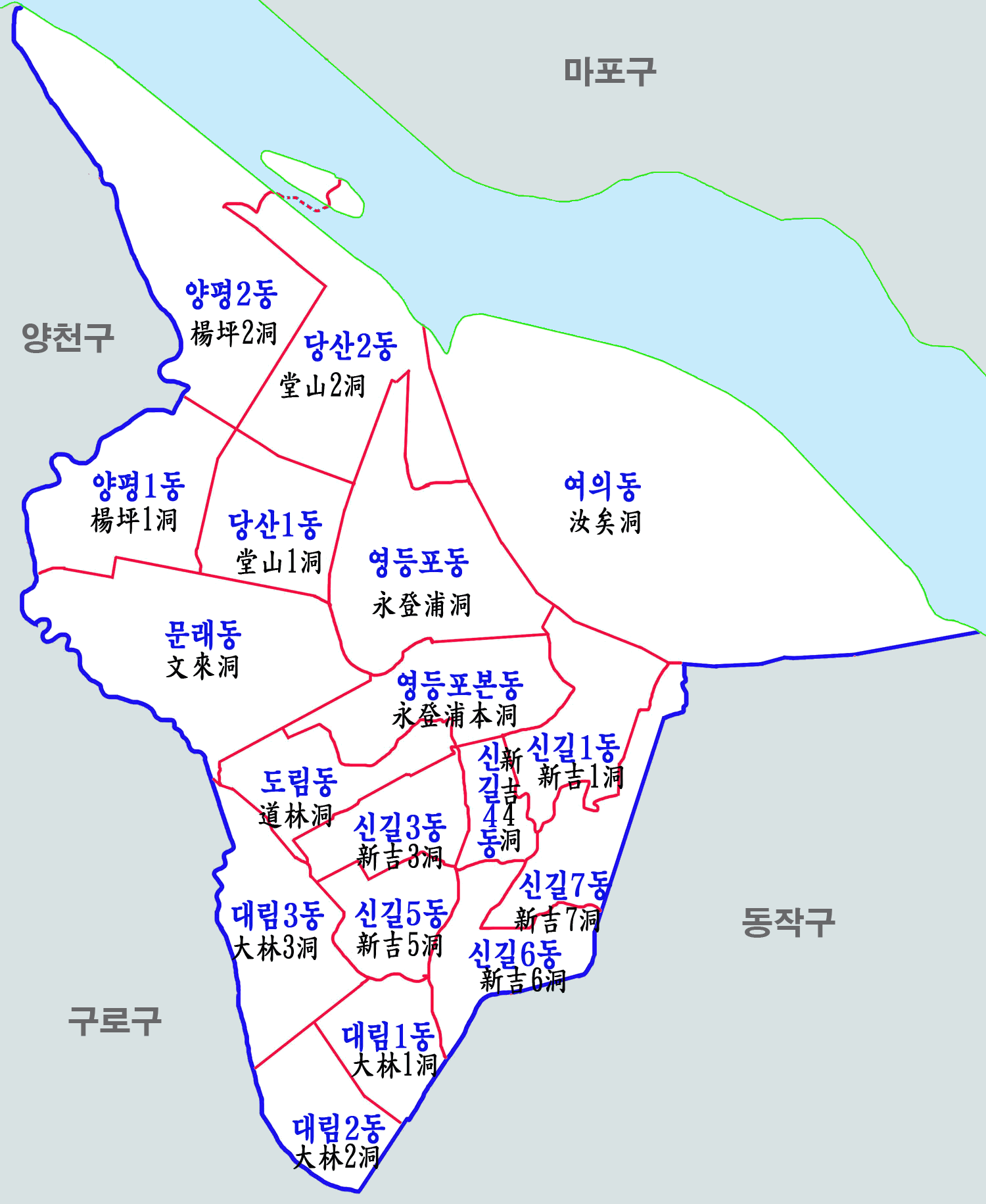
行政区域図

2011年現在、行政区画として18の洞がある。
| 行政洞                              | 法定洞 |
| ----------------------------------- | --- |
| 永登浦本洞（ヨンドゥンポボンドン）  | 永登浦洞、新吉洞                                                                                                 |
| 永登浦洞（ヨンドゥンポドン）        | 永登浦洞、永登浦洞1街、永登浦洞2街、永登浦洞3街、永登浦洞4街、永登浦洞5街、永登浦洞6街、永登浦洞7街、永登浦洞8街 |
| 汝矣洞（ヨイドン）                  | 汝矣島洞 |
| 堂山第1洞（タンサンジェイルトン）   | 堂山洞1街、堂山洞2街、堂山洞3街                                                                                  |
| 堂山第2洞（タンサンジェイドン）     | 堂山洞4街、堂山洞5街、堂山洞6街、堂山洞                                                                          |
| 道林洞（トリムドン）                | 道林洞 |
| 文来洞（ムルレドン）                | 文来洞1街、文来洞2街、文来洞3街、文来洞4街、文来洞5街、文来洞6街                                                 |
| 楊坪第1洞（ヤンピョンジェイルトン） | 楊坪洞1街、楊坪洞2街、楊坪洞3街                                                                                  |
| 楊坪第2洞（ヤンピョンジェイドン）   | 楊坪洞3街、楊坪洞4街、楊坪洞5街、楊坪洞6街、楊坪洞、楊花洞                                                       |
| 新吉第1洞（シンギルチェイルトン）   | 新吉洞 |
| 新吉第3洞（シンギルチェサムドン）   | 新吉洞 |
| 新吉第4洞（シンギルチェサドン）     | 新吉洞 |
| 新吉第5洞（シンギルチェオドン）     | 新吉洞、大林洞                                                                                                   |
| 新吉第6洞（シンギルチェユクトン）   | 新吉洞 |
| 新吉第7洞（シンギルチェチルトン）   | 新吉洞 |
| 大林第1洞（テリムジェイルトン）     | 大林洞 |
| 大林第2洞（テリムジェイドン）       | 大林洞 |
| 大林第3洞（テリムジェサムドン）     | 大林洞 |

## 行政

### 区庁長
1995年以降区庁長は、公選制となっている。任期は4年で継続在任期間は3期12年までと法律で定められている。民選5期（2010年7月1日～現在）の区庁長は、趙吉衡（チョ・キルヒョン、조길형、新政治民主連合）。

### 区議会
1991年3月に行われた地方議会選挙で選出された議員によって、同年4月に初代区議会が発足した。以後、4年毎に議員が改選されている。区議会の定数は17名で選挙区（7選挙区15名）と比例代表（2名）によって構成されている。

### 警察
- ソウル永登浦警察署

### 消防
- 永登浦消防署

## 姉妹都市
- 門頭溝区（中華人民共和国北京市）1995年4月21日
- 固城郡（大韓民国慶尚南道）1995年9月14日
- 霊岩郡（大韓民国全羅南道）1995年10月17日
- 青陽郡（大韓民国忠清南道）1995年10月24日
- 岸和田市（日本大阪府）2002年10月31日

## 地理

### 河川
- 漢江

### 島
- 汝矣島

## 交通

### 鉄道
- 韓国鉄道公社
  - 京釜線 大方駅 - 新吉駅 - 永登浦駅
- ソウル交通公社
  - 2号線 文来駅 - 永登浦区庁駅 - 堂山駅
  - 5号線 楊坪駅 - 永登浦区庁駅 - 永登浦市場駅 - 新吉駅 - 汝矣島駅 - 汝矣ナル駅
  - 7号線 新豊駅 - 大林駅
- ソウル市メトロ9号線
  - 仙遊島駅 - 堂山駅 - 国会議事堂駅 - 汝矣島駅 - セッカン駅
- 南ソウル軽電鉄
  - ソウル軽電鉄新林線

セッカン駅 - 大方駅 - ソウル地方兵務庁駅